# Голлі Барратт
Голлі Барратт (англ. Holly Barratt, 1 січня 1988) — австралійська плавчиня.
Призерка Чемпіонату світу з водних видів спорту 2017 року.
Призерка Чемпіонату світу з плавання на короткій воді 2018 року. 
Призерка Ігор Співдружності 2018 року.
Переможниця літньої Універсіади 2015 року. 

## Життєпис
У віці 18 років припинила плавати, але у віці 24 років повернулася у спорт на посаді тренера. Через декілька місяців після повернення у плвання як тренер, Барратт знову почала виступати за національну збірну як плавчиня і взяла участь на Чемпіонаті світу з плавання 2017 року в Будапешті, ставши найстарішою плавчинею збірної Австралії. У Будапешті Барратт здобула бронзу в естафеті 4х100 метрів комплексом. 